# Słaboszów
Słaboszów è un comune rurale polacco del distretto di Miechów, nel voivodato della Piccola Polonia.
Ricopre una superficie di 76,96 km² e nel 2004 contava 3 877 abitanti.